# Кеннет Брокенберр
Кеннет Брокенберр (англ. Kenneth Brokenburr; нар. 29 жовтня 1968, Вінтер-Гейвен, Флорида, США) — американський легкоатлет, що спеціалізується на спринті, дворазовий олімпійський чемпіон 2000 року.

## Кар'єра
| Рік             | Змагання             | Місто                                   | Місце           | Дисципліна            | Примітки        |
| Представник США | Представник США      | Представник США                         | Представник США | Представник США       | Представник США |
| --------------- | -------------------- | --------------------------------------- | --------------- | --------------------- | --------------- |
| 2000            | Олімпійські ігри     | Сідней, Австралія                       | 1               | естафета 4×100 метрів | 37.61           |
| 2003            | Панамериканські ігри | Санто-Домінго, Домініканська Республіка | 1               | біг на 200 метрів     | 20.42           |